# Hoplaster kupe
Hoplaster kupe är en sjöstjärneart som beskrevs av McKnight 1973. Hoplaster kupe ingår i släktet Hoplaster och familjen Odontasteridae.
Artens utbredningsområde är havet kring Nya Zeeland. Inga underarter finns listade i Catalogue of Life.